# Mesó psió
El mesó psió J/ψ (J/psi) és una partícula subatòmica, un mesó de càrrega elèctrica, color, i sabor neutres format per un quark i un antiquark c ("encantats"). Els mesons formats per un estat lligat d'un quark i un antiquark pesants es coneixen generalment com aquarkonium. L'estat J/ψ és la forma més comuna de quarkonium, a causa del seu espín d'1 (vector) i la seva baixa massa en repòs. El J/ψ té una massa de 3,0969 GeV/c² just per sobre de l'estat escalar ηc (2,9836 GeV/c²), i una vida mitjana de 7,2 x 10-21 s. Aquesta vida va ser aproximadament mil vegades més llarga del previst.
El seu descobriment va ser realitzat de manera independent per dos grups de recerca, l'un en el Centre Accelerador Lineal a Stanford, dirigida per Burton Richter, i l'altre en el Laboratori Nacional Brookhaven, dirigida per Samuel Ting del MIT. Van descobrir que havien trobat la mateixa partícula, i tots dos van anunciar els seus descobriments l'11 de novembre de 1974. La importància d'aquest descobriment es destaca pel fet que els canvis posteriors i ràpids en la Física de partícules en aquest moment s'han convertit en coneguts col·lectivament com la Revolució de Novembre. Richter i Ting van rebre el Premi Nobel de Física de 1976.

## Antecedents del descobriment
Els antecedents del descobriment de la J/π va ser tant teòrics com experimentals. En la dècada de 1960, es van proposar els primers models de quark de la Física de partícules elementals, que deien que els protons, neutrons i tots els altres baryons, i també tots els mesons, estan fets de partícules de càrrega fraccionada, els "quarks", que venen en tres tipus o "sabors", anomenats quark u, quark d i quark s. Malgrat la capacitat dels models de quark per portar ordre al "zoològic de partícules elementals", van ser considerats alguna cosa així com ficció matemàtica en aquest moment, un simple artefacte de raons físiques més profundes.
A partir de 1969, experiments de dispersió inelàstica profunda a l'SLAC van revelar sorprenents evidències experimentals per a partícules a l'interior de protons. Al principi no se sabia si eren quarks o alguna cosa més. Van ser necessaris molts experiments per identificar completament les propietats dels components subprotònics. En una primera aproximació, de fet, van ser una coincidència per als quarks prèviament descrits.
En el camp teòric, les teories de mesurament amb simetria trencada es van convertir en els primers arguments totalment viables per a explicar la interacció feble després que Gerardus 't Hooft va descobrir el 1971 com calcular més enllà del diagrama de Feynman. La primera evidència experimental per a aquestes teories d'unificació electrodébil va ser el descobriment del corrent neutre feble el 1973. Les teories del calibre amb quarks es van convertir en un argument viable per a la forta interacció el 1973, quan es va identificar el concepte de llibertat asimptòtica.
No obstant això, una ingènua barreja de teoria electrodèbil i el model de quark va conduir a càlculs sobre els modes de desintegració coneguts que contradiuen l’observació: en particular, va predir les desintegracions del sabor d’un quark s mediats pel bosó Z en quark d, que no es van observar. Una idea de 1970 de Sheldon Glashow, John Iliopoulos i Luciano Maiani, coneguda com a mecanisme GIM, va mostrar que les decadències que canvien el sabor serien suprimides fortament si hi hagués un quart quark (ara anomenat quark c,) que fos una contrapartida complementària al quark s. L'estiu de 1974 aquest treball havia donat lloc a prediccions teòriques de com seria un mesó a + antimesó.
Les prediccions van ser ignorades. El treball de Richter i Ting es va fer sobretot per explorar nous règims energètics, no per provar les prediccions teòriques.
El grup de Brookhaven,  va ser el primer a discernir un pic a 3,1 GeV en parcel·les de taxes de producció, primer reconeixent el mesó 𝜓  - que Ting va anomenar mesó "J"  (per ell mateix - el seu cognom escrit en xinès és 丁).

## Modes de desintegració
Els modes de desintegració hadrònica de J/ψ estan marcadament suprimits a causa de la regla OZI. Aquest efecte augmenta amb força la vida útil de la partícula i, per tant, li dona una amplada de desintegració molt estreta de només 93,2±2,1 keV. A causa d'aquesta forta supressió, les desintegracions electromagnètiques comencen a competir amb les desintegracions hadròniques. És per això que J/ψ té una fracció ramificant significativa a leptons.
Els modes de desintegració primaris són:
| cc → 3 g     |             | 64,1%±1,0%  |
| cc → γ + 2 g |             | 8,8%±0,5%   |
| cc → γ       |             | ~25,4%      |
|              | γ → hadrons | 13,5%±0,3%  |
|              | γ → e+ + e− | 5,94%±0,06% |
|              | γ → μ+ + μ− | 5,93%±0,06% |

## J/ψ melting
En un medi QCD calent, quan la temperatura augmenta molt més enllà de la temperatura de Hagedorn, el mesó J/ψ i les seves excitacions s'espera que es fonguin. Aquest és un dels senyals previstos de la formació del plasma quark-gluó. Experiments d'ions pesants al Sincrotró Super Proton del CERN i al Relativistic Heavy Ion Collider de BNL han estudiat aquest fenomen sense un resultat concloent a partir del 2009. Això es deu al requisit que la desaparició de mesons J/ψ s’avalua respecte a la línia de base proporcionada per la producció total de totes les partícules subatòmiques que contenen mesons b, i perquè s’espera clarament que alguns J/ψ siguin produïts i / o destruïts en el moment de l'hadronització QGP. Per tant, hi ha incertesa en les condicions imperants a les col·lisions inicials.
De fet, en lloc de suprimir, es va millorar la producció de J/ψ que s'espera en experiments d'ions pesants a LHC on el mecanisme de producció combinant quarks hauria de ser dominant donada la gran abundància de quarks c al QGP. A part de J/ψ, mesons B (Bc), ofereixen una signatura que indica que els quarks es mouen lliurement i s’uneixen a voluntat quan es combinen per formar hadrons.

## El nom
A causa del descobriment gairebé simultani, la partícula J/ψ és l'única que té un nom de dues lletres. Richter la va denominar "SP", després de l'accelerador SPEAR utilitzat en SLAC; no obstant això, a cap dels seus companys els va agradar aquest nom. Després de consultar amb Leo Resvanis, nascut a Grècia, per a veure quines lletres gregues estaven encara disponibles, i rebutjant "iota" perquè el seu nom implica insignificància, Richter va triar "psi", un nom que, com va assenyalar Gerson Goldhaber, conté el nom original "SP", però en ordre invers. Coincidentment, les imatges posteriors de la cambra d'espurna sovint s'assemblen a la forma psi. Ting li va assignar el nom "J", que és una lletra lluny de "K", el nom del ja conegut mesó estrany; una altra raó és que "j" és el símbol del corrent electromagnètic. Possiblement per coincidència, "J" s'assembla fortament al caràcter xinès per al nom de Ting (丁). J és també la primera lletra del nom de la filla major de Ting, Jeanne.
Gran part de la comunitat científica va considerar injust donar prioritat a un dels dos descobridors, de manera que la majoria de publicacions posteriors s’han referit a la partícula com a "J/ψ".
El primer estat excitat del J/ψ es deia ψ′; ara s’anomena ψ(2S), que indica el seu estat quàntic. El següent estat excitat es va anomenar ψ″; ara es diu ψ(3770), que indica massa en MeV. La "J" no s'utilitza, ja que només el grup de Richter va trobar estats excitats per primera vegada.
El nom charmonium s'utilitza per al J/ψ i altres estats lligats a l'encant-antiencant. Això és per analogia amb el positroni, que també consisteix en una partícula i la seva antipartícula (un electró i un positró en el cas del positroni).